# Кін (Окінава)
Кі́н (яп. 金武町, きんちょう, МФА: [kʲiɴ t͡ɕoː]?) — містечко в Японії, в повіті Куніґамі префектури Окінава.  Отримало статус містечка 1978 року. Площа становить 37,79 км². Станом на 1 липня 2012 року населення складало 11 042  осіб, густота населення — 292 осіб/км².   

Протягом 1429—1871 років територія Кіна входила до складу Рюкюської держави. 1871 року остання була перетворена на японський автономний уділ Рюкю. 1879 року цей уділ анексувала Японська імперія, яка перетворила його на префектуру Окінава.